# John Hansen (Fußballspieler, 1924)
John Angelo Valdemar Østergaard Hansen (* 27. Juli 1924 in Frederiksberg; † 12. Januar 1990 ebenda) war ein dänischer Fußballspieler und -trainer. Hansen gilt als einer der ersten Weltklassespieler des dänischen Fußballs.

## Karriere
Hansen begann seine Laufbahn 1943 bei BK Frem København. Nach dem Zweiten Weltkrieg nahm er für Dänemark am Fußballwettbewerb der Olympischen Spiele von London 1948 teil und gewann mit der Mannschaft die Bronzemedaille. Im Highbury-Stadion erzielte er im Viertelfinale des Wettbewerbs gegen Italien vier Tore für sein Heimatland, die Partie endete mit einem 5:3-Sieg für Dänemark. Insgesamt absolvierte er acht Länderspiele für die dänische Auswahl und traf zehn Mal ins gegnerische Tor. Außerdem bestritt der Angreifer eine Partie für die dänische U-21-Auswahl und war hierbei mit einem Treffer erfolgreich.
Ebenfalls 1948 wechselte der Mittelstürmer in die italienische Serie A zu Juventus Turin, wo er zusammen mit Giampiero Boniperti ein erfolgreiches Angreifer-Duo bildete. Unter dem Engländer Jesse Carver erkämpfte die Mannschaft 1949/50 die erste italienische Meisterschaft für Juve nach dem Krieg. 1952 konnte unter dem ungarischen Trainer György Sárosi dieser Erfolg wiederholt werden. Er spielte bis 1954 bei Juventus Turin und wechselte danach für eine Saison zu Lazio Rom. Insgesamt bestritt Hansen 214 Spiele in der Serie A und erzielte dabei 139 Treffer. Anschließend kehrte er in seine Heimat zurück und beendete seine Laufbahn 1960 wieder bei BK Frem København.

## Erfolge
- Dänischer Meister: 1943/44
- Italienischer Meister: 1949/50, 1951/52
- Bronzemedaille bei den Olympischen Sommerspielen: 1948

### Persönliche Auszeichnungen
- Capocannoniere der Serie A: 1951/52 (30 Tore)
- Torschützenkönig der 1. Division: 1947/48 (20 Tore)
- Torschützenkönig bei den Olympischen Sommerspielen: 1948 (7 Tore)